# Паравані (озеро)
Паравані (Топоравань, груз. ფარავნის ტბა — pʰɑˈrɑvnis tʰbɑ) — озеро в краї Самцхе-Джавахеті на півдні Грузії, розташоване на території Ніноцміндійського муніципалітету, між Джавахетським і Самсарським хребтами, недалеко гори Діді-Абулі, на захід гори Самсарі, неподалік міста Ахалкалакі та кордонів з Вірменією та Туреччиною. Є найбільшим серед 850 озер Грузії.

## Характеристики
Паравані сформувалося внаслідок вулканічно — тектонічного катаклізму на території Малого Кавказу. За підрахунками, це сталося 200—300 тисяч років тому. Озеро розташоване на висоті 2073 м над рівнем моря, площею 37,5 км2. Об'єм води в озері — 91 млн м3. Найвищий рівень у травні та червні та найнижчий у жовтні та листопаді. Різниця між максимумом і мінімумом становить 70 см. Прозорість дуже слабка, на 4 см нижче поверхні нічого не видно.
Наповнюється завдяки річкам Шаора, Сабадосцкалі і Родіоновскісцкалі, а також за допомогою підземних вод.
З озера витікає річка Паравані — права притока річки Кури.

## Клімат
Клімат в районі озера суворий. Морози тривають з середини осені до середини весни. Взимку озеро вкрите льодом, товщина якого сягає 73 см. Паравані замерзає в листопаді — грудні, а лід тане в квітні.

## Галерея

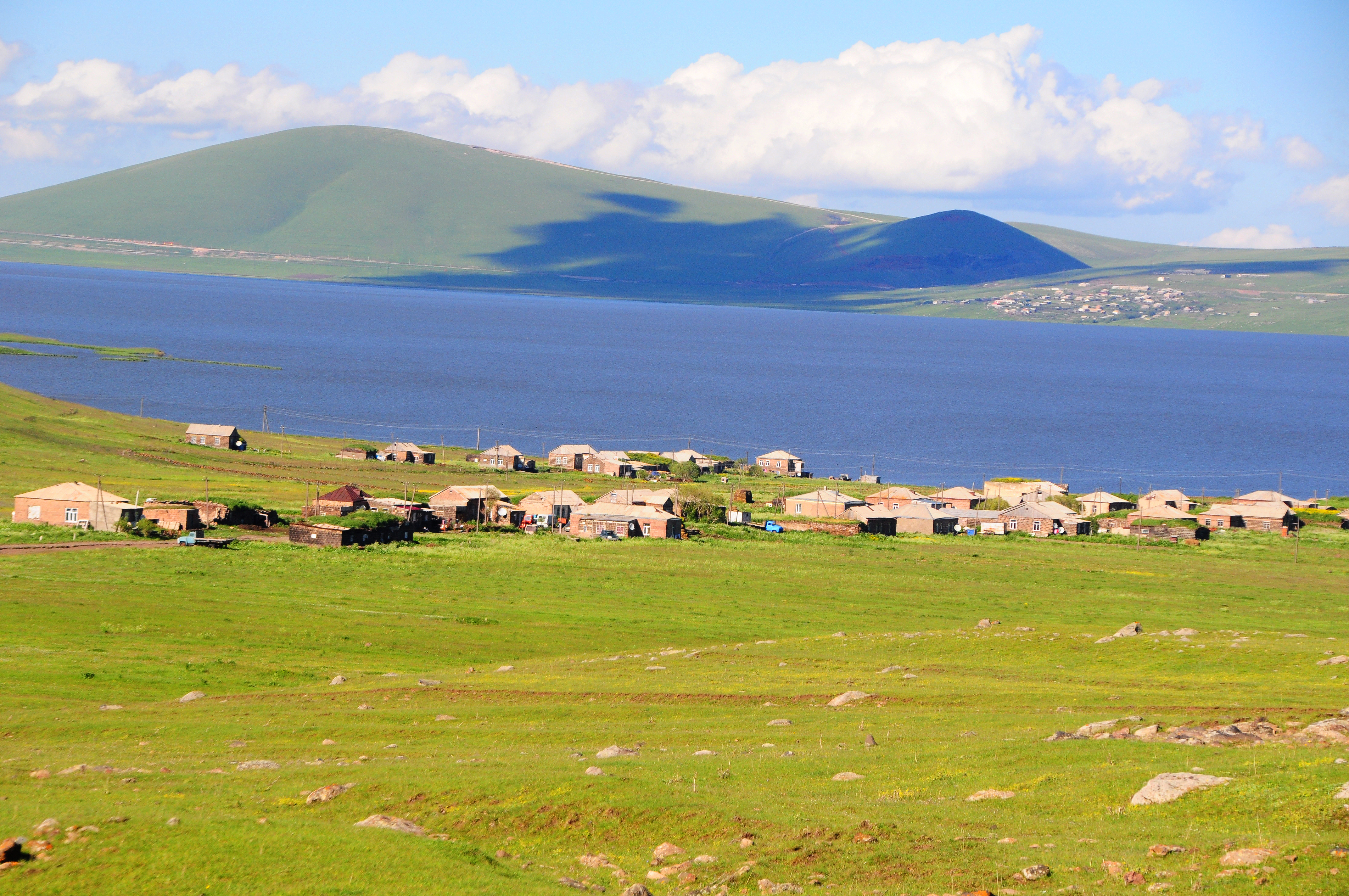
Село на березі озера
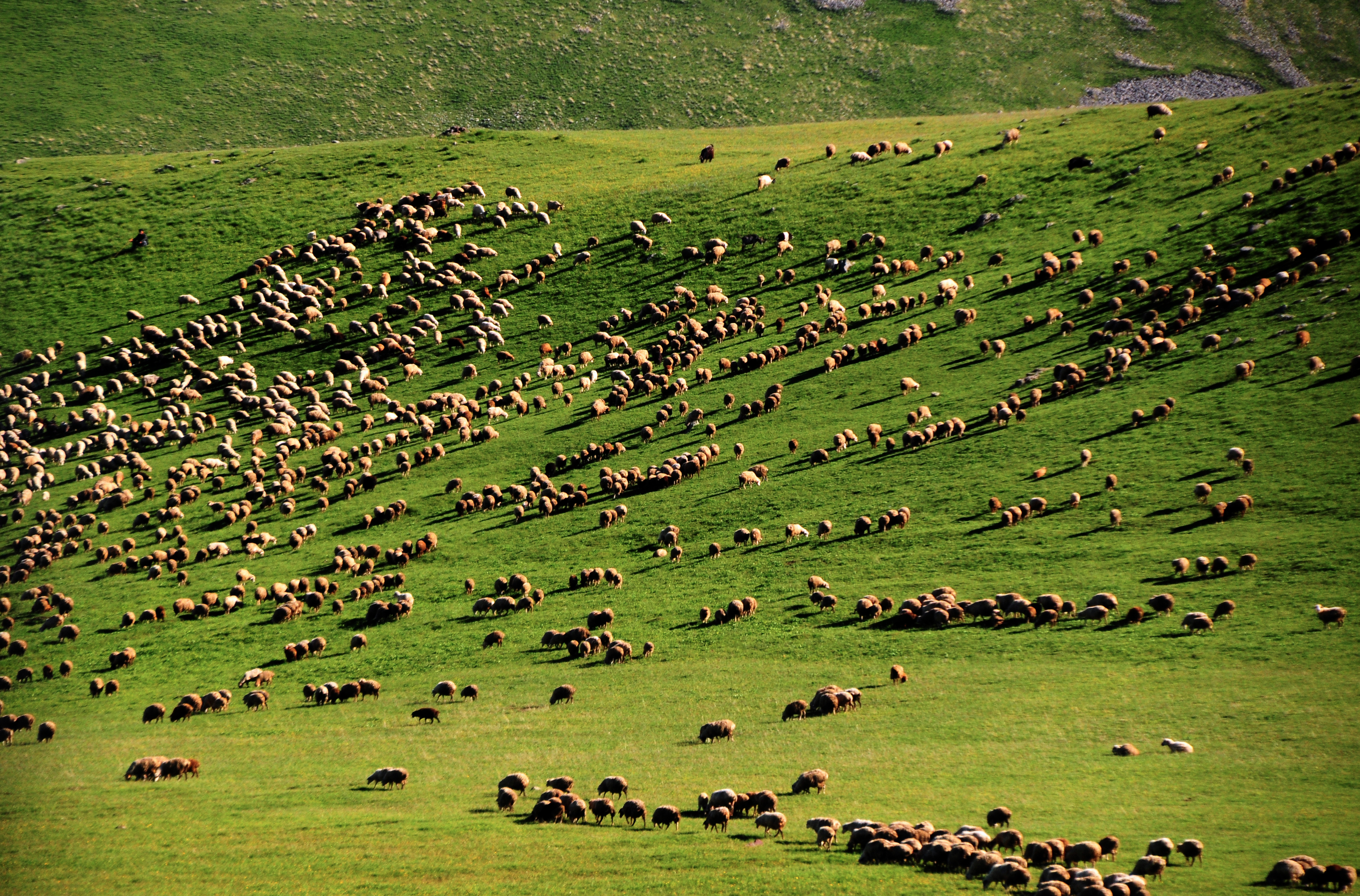
Стадо овець на березі Паравані
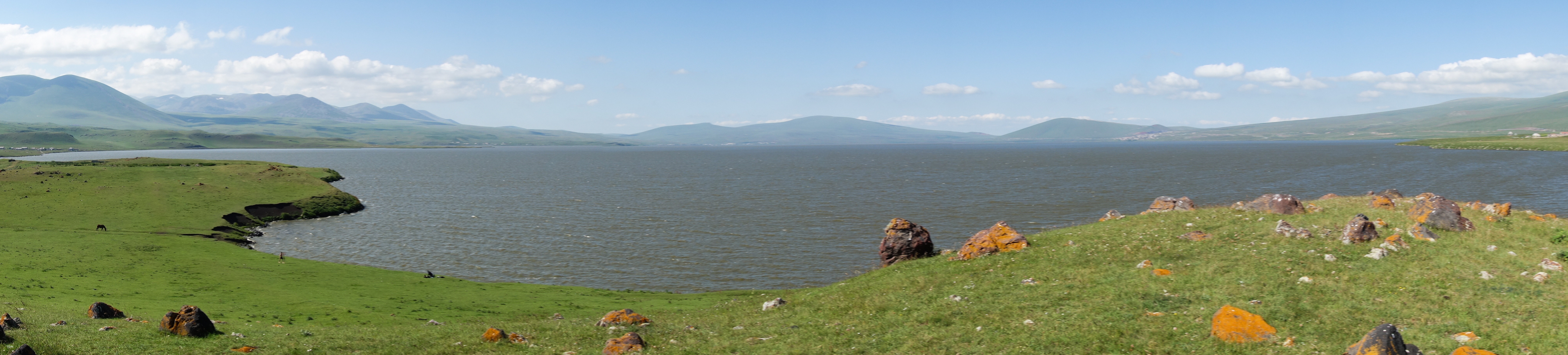
Вид на озеро з південного берега